# کژکوتوو
کژکوتوو (به لهستانی:  Krzekotów) یک روستا در لهستان است که در گمینا گووگوو واقع شده‌است.
 کژکوتوو  ۱۵۰ نفر جمعیت دارد.